# Championnat des États-Unis de combiné nordique 2014
Le championnat des États-Unis de combiné nordique 2014 s'est déroulé le 12 octobre 2013 à Lake Placid, dans l'état de New York. La compétition a distingué Bill Demong, qui remportait là son neuvième titre de champion des États-Unis de combiné nordique.

## Résultats
| Rang | Athlète         | Rang à l'issue du concours de saut | Performance en fond |
| ---- | --------------- | ---------------------------------- | ------------------- |
| 1    | Bill Demong     | 3                                  | 3                   |
| 2    | Taylor Fletcher | 8                                  | 1                   |
| 3    | Bryan Fletcher  | 7                                  | 2                   |
| 4    | Brett Denney    | 6                                  | 4                   |
| 5    | Todd Lodwick    | 1                                  | 5                   |